# ديفيد لورانس (كاتب)
ديفيد لورانس (بالإنجليزية: David Lawrence)‏ هو فنان قصص مصورة وكاتب أمريكي، ولد في 9 ديسمبر 1942.